# Beechcraft Model 99
Die Beechcraft Model 99 ist ein zweimotoriges Zubringerflugzeug der Beech Aircraft Corporation, das mit zwei Turboproptriebwerken ausgestattet ist und von 1966 bis 1987, mit einer Unterbrechung von 1976 bis 1980, gebaut wurde. Sie besitzt keine Druckkabine.

## Entwicklungsgeschichte

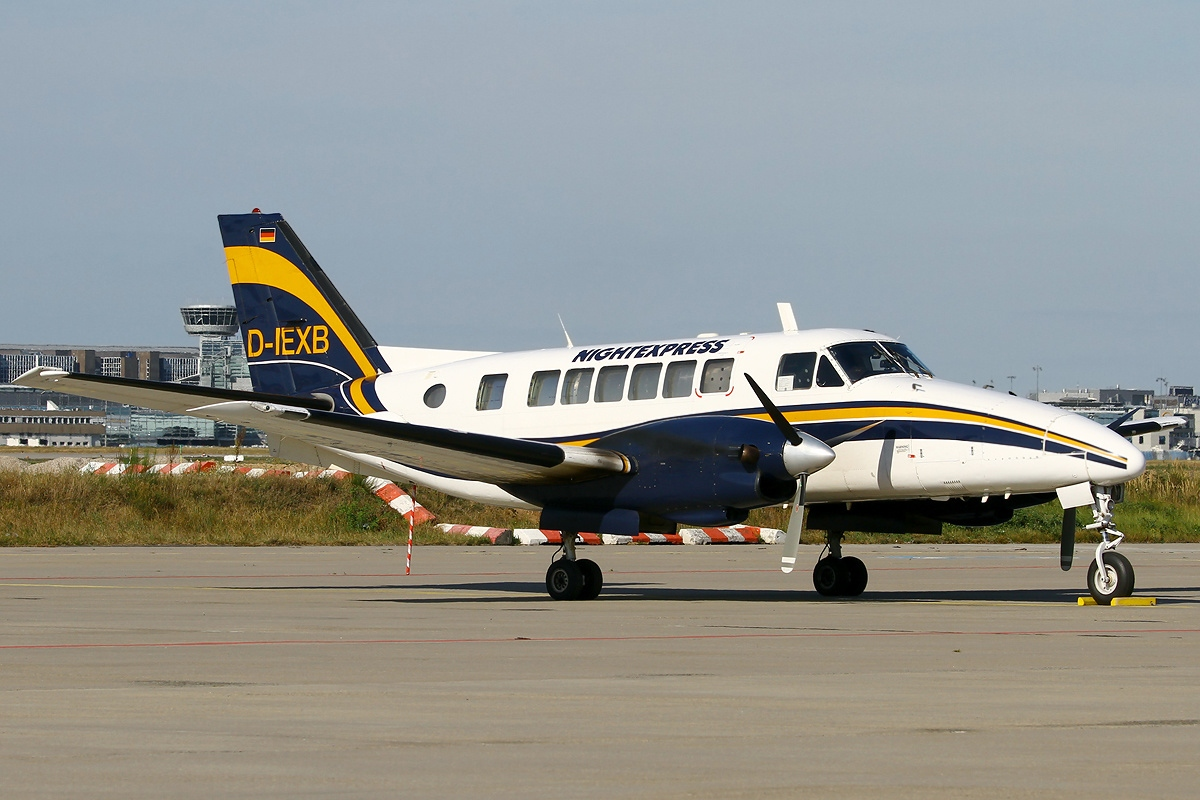
Beech 99 D-IEXB der Nightexpress, Frankfurt 2012

Die Entwicklung der Beech 99 begann 1965. Ziel war es, einen Nachfolger für die veraltete Beechcraft 18 zu finden. Beech verwendete hierbei Strukturelemente der erfolgreichen Queen-Air-Reihe (Tragflächen) und der King-Air-Reihe (Triebwerke) sowie einen neu konstruierten Rumpf.
Im Juli 1966 fand der Erstflug des ersten Prototyps statt. Am 2. Mai 1968 begann die Auslieferung an die Kunden mit einer Maschine an Commuter Airlines. Bis 1986 wurden 239 Beech 99 in verschiedenen Kabinen-Layouts (bis zu 17 Passagiere) gebaut.
Die wenigen 99, die heute noch fliegen, sind meist zu Frachtern oder für Spezialaufgaben umgerüstet.

## Modellvarianten
Die Baureihen unterscheiden sich wie folgt:
- Beech 99: 101 gebaut.
  - 99 Airliner: Zweimotoriges Zubringerflugzeuge, 4.720 kg max. Startmasse, ausgelegt für zwei Piloten und bis zu 15 Passagiere. Zwei Turboprop-Triebwerke Pratt & Whitney Canada PT6A-20 mit 410 kW (550 shp).
  - 99 Executive: Geschäftsreiseversion der 99 Airliner.

- Beech 99A: 43 gebaut.
  - 99A Airliner: Entspricht der 99 Airliner, aber angetrieben von zwei stärkeren Turboprop-Triebwerken Pratt & Whitney PT6A-27 mit 507 kW (680 shp), höhere maximale Startmasse, größere Reichweite.

- Beech A99A: 1 gebaut.
  - A99A Airliner: Einzelstück, 99A Airliner ohne Tragflügelmitteltanks.

- Beech B99: 18 gebaut.
  - B99 Airliner: Verbesserte Version, 4944 kg max. Startmasse und von zwei Pratt & Whitney PT6A-27-Motoren mit 507 kW (680 shp) angetrieben. Einige 99 und 99A wurden nachträglich zu dieser Version umgerüstet.
  - B99 Executive: Geschäftsreiseversion der B99 Airliner.

- Beech C99: 76 gebaut.
  - C99 Airliner (anfangs C99 Commuter): Erstflug am 20. Juni 1980; 5100 kg max. Startmasse, Pratt-&-Whitney-PT6A-36-Motoren mit 715 shp Leistung. Verbessertes elektrisches System und Fahrwerk, stärkere Tragflächenholme.

## Militärische Nutzer
Chile
 Peru
 Thailand

## Zwischenfälle
Vom Erstflug 1966 bis Februar 2021 kam es mit Beech 99 zu 54 Totalschäden. Bei 29 davon kamen 177 Menschen ums Leben. Beispiele:
- Am 20. Juni 1969 stürzte eine Beechcraft 99 der US-amerikanischen Cascade Airways (Luftfahrzeugkennzeichen N2550A) unmittelbar nach dem Start vom Pasco-Tri Cities Airport im US-Bundesstaat Washington ab. Als Unfallursachen wurden ein in die Endstellung nach oben vertrimmtes Flettner-Ruder festgestellt sowie der Umstand, dass der Sitz des Kapitäns nicht arretiert war und beim Start nach hinten in die Endstellung rutschte. Beide Piloten, die einzigen Insassen der Maschine, kamen ums Leben. Es handelte sich um den ersten tödlichen Zwischenfall mit einer Beechcraft Model 99 (siehe auch Flugunfall der Cascade Airways 1969).[5]

- Am 6. Juli 1969 stürzte eine Beechcraft 99 der US-amerikanischen Air South (N844NS) zehn Kilometer nordwestlich von Monroe (Georgia) ab. Rund elf Minuten nachdem die Maschine ihre Reiseflughöhe von 7.000 ft (2134 m) erreicht hatte, begann die Höhenrudertrimmung damit, das Höhenruder bis zum Anschlag (Full-Nose-Down-Position) zu vertrimmen. Die Kraft beider Piloten reichte trotz der sechs Sekunden später eingeleiteten Abhilfemaßnahmen nicht aus, um die extrem vertrimmte Stellung des Höhenruders mit dem Steuerhorn zu überwinden und die Maschine abzufangen. Infolgedessen ging das Flugzeug in einen Sturzflug über; die daraus resultierende hohe Geschwindigkeit führte dazu, dass beide Tragflächen ihre Belastungsgrenzen überschritten und einige hundert Fuß über Grund abbrachen, bevor das Flugzeug schließlich nahezu senkrecht in den Boden einschlug. Das NTSB konnte die Ursache für das Fehlverhalten der Trimmung nicht ermitteln, schrieb der Konstruktion des gesamten Steuersystems aber eine förderliche Rolle beim Entstehen des Kontrollverlusts zu. Bei diesem Zwischenfall wurden alle 12 Passagiere und die beiden Besatzungsmitglieder getötet (siehe auch Air-South-Flug 168).[6][7]

- Am 15. Januar 1970 verunglückte eine Beechcraft 99 der französischen Air Alpes (F-BRUF) bei der Landung auf dem Flughafen Chambéry-Savoie. Personen kamen nicht zu Schaden, jedoch musste das Flugzeug abgeschrieben werden.[8]

- Am 31. März 1974 fing eine Beechcraft 99 der US-amerikanischen Air South (N848NS) während des Rollens auf dem Malcolm-McKinnon-Flughafen von Brunswick (Georgia) aus ungeklärter Ursache Feuer. Die zweiköpfige Besatzung und ihre beiden Passagiere, die sich auf dem Weg nach Atlanta befanden, konnten die Maschine verlassen; das Flugzeug hingegen wurde zerstört und musste abgeschrieben werden.[9]

- Am 2. Juli 1975 kam es an einer Beechcraft 99 der französischen Touraine Air Transport (TAT) (F-BTQE) beim Start vom Flughafen Nantes zu einem Ausfall und Brand des Triebwerks Nr. 2 (rechts). Beim Versuch der Rückkehr stürzte die Maschine auf eine Eisenbahnlinie. Alle 8 Insassen, darunter die beiden Piloten und sechs Passagiere, kamen bei diesem Unfall ums Leben (siehe auch Flugunfall der Touraine Air Transport in Nantes).[10]

- Am 16. Februar 1978 verunglückte eine Beechcraft 99 der französischen Air Alpes (F-BRUX) bei der Landung auf dem Flughafen Le-Puy-en-Velai. Kurz nach dem Aufsetzen auf der Landebahn 33 rutschte das Flugzeug nach rechts, verließ die Landebahn und drehte sich um 180 Grad. Die Landebahn war mit einer 2-3 cm dicken Schneeschicht bedeckt, aber anscheinend war sie stellenweise vereist. Zu dieser Zeit regnete es und die Temperatur betrug −3 Grad Celsius. Alle 11 Insassen überlebten den Totalschaden.[11]

- Am 4. September 1983 wurde eine Beechcraft 99 der französischen Touraine Air Transport (TAT) (F-BUYG) bei einem Landeunfall auf dem Flughafen Tours-St Symphorien (Département Indre-et-Loire) irreparabel beschädigt. Alle Insassen der auf einem Inlandsflug befindlichen Maschine überlebten.[12]

- Am 25. August 1985 wurde eine Beechcraft 99 der US-amerikanischen Bar Harbor Airlines (N300WP) im Anflug auf den Flugplatz Auburn (Maine, USA) bei einem völlig instabilen Anflug 1,6 Kilometer vor der Landebahn in den Boden geflogen. Bei diesem CFIT (Controlled flight into terrain) wurden alle 8 Insassen getötet, die beiden Piloten und 6 Passagiere, darunter die 13-jährige Schauspielerin Samantha Smith.[13]

- Am 25. Februar 1988 wurde eine Beechcraft 99 der französischen Transport Aérien Transrégional (TAT) (F-BTMJ) auf dem Flughafen Dinard-Pleurtuit (Département Ille-et-Vilaine) irreparabel beschädigt. Nähere Umstände sind nicht bekannt. Menschen kamen nicht zu Schaden.[14]

- Am 8. Mai 1989 verloren die Piloten einer Beechcraft 99 der schwedischen Holmström Flyg (SE-IZO) auf dem Flug vom Flughafen Stockholm-Arlanda zum Flugplatz Oskarshamn im Anflug die Kontrolle über die Maschine. Im Endanflug nahm die Maschine plötzlich die Nase steil nach oben und stürzte dann 150 Meter vor der Landebahn 19 ab. Alle 16 Personen an Bord, zwei Besatzungsmitglieder und 14Passagiere, kamen ums Leben. Die Fluglageänderung war durch das Ausfahren der Landeklappen ausgelöst worden, da der Schwerpunkt der Maschine viel zu weit hinter dem zulässigen Bereich gelegen hatte. Hinzu kam, dass der fliegende Erste Offizier nur 28 Flugstunden Erfahrung auf der Beech 99 hatte und auch das Training des Kapitäns begrenzt war (siehe auch Holmström-Flyg-Flug 314).[15][16]

- Am 8. Juni 1992 starben drei von sechs Insassen einer Beechcraft C99 der US-amerikanischen GP Express Airlines (N118GP), als die Maschine bei Anniston, Alabama ins Gelände geflogen wurde (Kontrollierter Flug in den Boden). Die Ermittler führten den Unfall auf den Einsatz einer schlecht ausgebildeten und unerfahrenen Besatzung zurück, die vor der Kollision ein mangelndes Situationsbewusstsein hatte und sich hinsichtlich der Geländebeschaffenheit irrte.[17]

- Am 28. April 1993 wurde eine Beechcraft C99 der GP Express Airlines (N115GP) während eines Testfluges in den Boden geflogen, wobei die beiden Piloten starben. Es stellte sich heraus, dass die Piloten versucht hatten, mit der Maschine ein verbotenes Kunstflugmanöver zu fliegen, aus dem sie das Flugzeug dann nicht mehr abfangen konnten. Beide Piloten starben (siehe auch Flugunfall der GP Express Airlines 1993).[18]

- Am 12. Februar 1999 verunglückte eine Frachtmaschine des Typs Beechcraft C99 der US-amerikanischen Ameriflight (N205RA) während eines Fluges vom Tonopah Airport in Nevada zum Eastern Sierra Regional Airport in Kalifornien, wobei der einzige an Bord anwesende Pilot starb. Die Maschine wurde 18 Kilometer vor dem Zielflughafen in einen Berg geflogen. Die Unfalluntersuchung legt den Verdacht nahe, dass die Maschine verunglückte, weil der Pilot im Flug Landschaftsaufnahmen machte und von seiner Aufgabe abgelenkt war, die Maschine zu fliegen (siehe auch Flugunfall der Ameriflight im Februar 1999).[19]

- Am 30. Juni 1999 verunglückte eine Beechcraft 99 der deutschen Nightexpress (D-IBEX), nachdem beide Triebwerke auf einem Frachtflug von London-Luton nach Frankfurt ausgefallen waren. Die Besatzung versuchte auf dem Flughafen Lüttich notzulanden. Das Flugzeug erreichte die Landebahn nicht und schlug nahe Seraing (Belgien) in einem Wald auf. Beide Piloten kamen ums Leben (siehe auch Nightexpress-Flug 114).[20]

- Am 26. Januar 2024 stürzte eine Beechcraft C99 der US-amerikanischen Wiggins Airways (N53RP) kurz nach dem Start vom Manchester-Boston Regional Airport (New Hampshire, USA) in ein Wohngebiet von Londonderry (New Hampshire). Der Pilot, der einzige Insasse, überlebte den Unfall und wurde verletzt in ein Krankenhaus gebracht. Das Flugzeug wurde irreparabel beschädigt. Nähere Einzelheiten sind derzeit noch nicht verfügbar.[21]

## Technische Daten

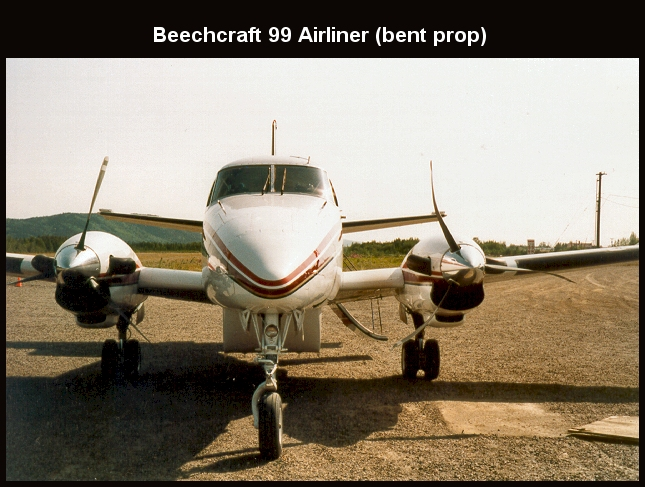

| Kenngröße             | Beech 99                                            | C99 Commuter                                                |
| --------------------- | --------------------------------------------------- | ----------------------------------------------------------- |
| Baujahr               | 1966–19??                                           | 1983–1986                                                   |
| Besatzung             | 1–2                                                 | 2                                                           |
| Passagiere            | 15–16                                               | 15                                                          |
| Länge                 | 13,75 m                                             | 13,58 m                                                     |
| Spannweite            | 13,96 m                                             | 13,98 m                                                     |
| Höhe                  | 4,37 m                                              | 4,38 m                                                      |
| Flügelfläche          | 25,00 m²                                            | 25,98 m²                                                    |
| Flügelstreckung       | 7,8                                                 | 7,5                                                         |
| Leermasse             |                                                     | 2600 kg                                                     |
| Rüstmasse             | 2580 kg                                             |                                                             |
| Zuladung              | 2060 kg                                             |                                                             |
| Nutzlast              | 1440 kg                                             |                                                             |
| Startmasse            | 4640 kg                                             | 5126 kg                                                     |
| Höchstgeschwindigkeit |                                                     | 496 km/h in 2440 m Höhe                                     |
| Reisegeschwindigkeit  | max. 402 km/h in 3000 m Höhe                        | 462 km/h in 2440 m Höhe                                     |
| max. Steigrate        | 636 m/min (ca. 2090 ft/min)                         | 610 m/min (2000 ft/min)                                     |
| max. Reichweite       | 1600 km                                             | 1687 km                                                     |
| Antrieb               | 2 × Pratt & Whitney Canada PT6A-20, 550 PS (405 kW) | 2 × Pratt & Whitney Canada PT6A-36, 680–715 PS (500–526 kW) |